# Alexander Belonogoff
Alexander Belonogoff (Moura, 17 aprile 1990) è un canottiere australiano, vincitore della medaglia d'argento a Rio de Janeiro 2016 nel 4 di coppia.

## Palmarès
- Giochi olimpici

Rio de Janeiro 2016: argento nel 4 di coppia.
- Campionati del mondo di canottaggio

Amsterdam 2014: bronzo nel 2 di coppia.